# بهيج الخطيب
بهيج الخطيب (1899 - 1981) هو سياسي سوري، شغل منصب رئيس الجمهورية السورية الأولى بالتعيين، خلال فترة حرجة غداة الحرب العالمية الثانية، ليكون بذلك عاشر حاكم في تاريخ سوريا الحديث، بعد سقوط سوريا العثمانية. حكم الخطيب في ظل تعطيل العمل بالدستور، وحل مجلس النواب، في أعقاب القلاقل التي دفعت الرئيس هاشم الأتاسي للاستقالة. شهدت رئاسته الصراع بين دول الحلفاء ودول المحور حول السيطرة على سوريا خلال الحرب، وقد خططت بريطانيا لتنفيذ «انقلاب عسكري في سوريا» منذ بدايات 1940. كان الخطيب ممالئًا الانتداب الفرنسي، ومنع العمل السياسي أو الحزبي، وتعرضت البلاد لأزمة اقتصادية وتضخم سريع خلال رئاسته بنتيجة الحرب ومفاعيلها، ونظر إليه بوصفه «أحد رجال الانتداب» في سوريا، كما عرف بصداقته للرئيس السابق تاج الدين الحسني وعداءه للكتلة الوطنية.
في عام 2007 صدر مسلسل سوري بعنوان حسيبة، اتهمت به عائلة الخطيب الروائي خيري الذهبي «التعرض والتجريح الشخصي والدخول بالمغالطات التاريخية التي تمس بالإساءة لشخص الرئيس الراحل حيث تطور الأمر للوصول إلى القضاء والصحافة».

## حياته
ولد بهيج الخطيب في شحيم الواقعة حاليًا بقضاء الشوف في لبنان عام 1895، تلقى الخطيب تعليمه الابتدائي والثانوي في مدرسة سوق الغرب، وأنهى دراسته في الكلية الإنجيلية السورية؛ وكان يجيد الإنكليزية والفرنسية والتركية إلى جانب العربية. وعرف بكونه هادئاً وذي طموح سياسي.
كافح الخطيب ضد العثمانيين، وانتقل إلى دمشق عام 1918، وعمل في المملكة السورية العربية مع الملك فيصل الأول، ومكث بها بعد دخول البلاد في الانتداب، متدرجًا في مناصب الإدارة السورية؛ عرف عنه سعة الخبرة والتجربة في الأعمال الإدارية؛ وشغل منصب قائد شرطة دمشق، ثم محافظ السويداء أو جبل الدروز كما كانت تدعى حينها عام 1937، خلفًا لتوفيق الأطرش، وكان الجبل حينها قد عاد حديثًا للدولة السورية أواخر عام 1936، غير أن الخلافات العميقة اندلعت حول شخصية المحافظ والموظفين الأساسيين في الجبل، إن كانوا من أبناء الجبل أو «من حكومة مشق»؛ فاستلم الخطيب المنصب أساسًا بصفة مؤقتة، بتوافق أنصار الوحدة وداعميهم من الكتلة الوطنية في دمشق، مع أنصار الحكم الذاتي لحل الأزمة؛ وقد نظّم الخطيب الانتخابات التمثيلية لمحافظة السويداء في العام نفسه، والتي أفضت لفوز 3 وحدويين و2 من دعاة الحكم الذاتي، وفي أعقاب الانتخابات قدّم الخطيب استقالته؛ في حين انظم النواب لمجلس 1936 في سوريا.

## رئاسته

### الصعود إلى السلطة
كانت البلاد بموجب المعاهدة السورية الفرنسية 1936 تتمتع بنظام شبه مستقل في الأمور الداخلية، عماده الرئيس الكتلة الوطنية، التي انتخب رئيسها هاشم الأتاسي رئيسًا للجمهورية. غير أن فصل لواء إسكندرون والاحتجاجات السورية 1939 قد دفعت لاستقالة الرئيس وتعطيل العمل بالدستور بقرار من المفوض السامي، ثم تشكيل حكومة مديرين برئاسة مدير الداخلية بهيج الخطيب، المقرّب أساسًا من الانتداب. تمتع الخطيب وحكومته، بصلاحيات تنفيذية مطلقة في ظل عدم وجود مجلس نواب قائم لمراقبتها، وكان جميع وزراء هذه الحكومة هم مديري وزاراتهم السابقة، أي لم يجر تعيين الوزراء بالمشاورات كما هو متبع بل اكتفي بتعيين مديري الوزارات، كما لم يتمتعوا بلقب «وزير» وهو سبب تسمية هذه الحكومة «حكومة المديرين»، ولم تكن تحوي حقيبتي خارجية ودفاع؛ كما تمتعت حكومة الخطيب بسلطة التشريع، بموجب مراسيم تخضع لتصديق المفوضية الفرنسية. استقبل الجمهور تشكيل حكومة الخطيب «بهدوء ظاهري»، غير أنه وبعد أيام قليلة من تشكيلها، أعلن عن إحباط مشروع لاغتيال الخطيب من قبل بعض وطنيي حماة؛ أما تعطيل الدستور الجمهوري، قد ترك أثرًا إيجابيًا، أفضى لانتعاش آمال الحزب الملكي وسوريا لكبرى الهاشمية، لا سيّما بعد زيارة الملك الطفل فيصل الثاني إلى لبنان.

### السياسة الداخلية
كانت حكومة المديرين حكومة غير سياسية، واكتفت بالشأن الإداري، وكان تدخل المفوض الفرنسي في إدارة شؤون المرحلة واضحًا وجليًا، ومع تطبيق هذه الإجراءات في سوريا طبقت تباعًا في لبنان. وأول أعمالها كان حظر العمل السياسي والانتماء الحزبي على موظفي الحكومة، وفصل من يثبت تعاطيه الشأن السياسي أو الحزبي. قامت الحكومة بملاحقة الأحزاب والشخصيات الوطنية، وبعد أن حظر الخطيب العمل السياسي على موظفي الحكومة، حلّ الأحزاب والمنظمات السياسية والنقابية، وكرّست حكومته أحكامًا عرفية لاعتقال المعارضين. في أبريل 1940 أحال الخطيب 27 عضوًا من الكتلة الوطنية إلى المحاكمة بتهمة التعامل مع ألمانيا، وحكم على سبعة منهم بالإعدام؛ أقال الخطيب، عضو الكتلة الوطنية إحسان الجابري، من منصب محافظ اللاذقية، لكونه لم يرض العلويين، وعيّن مكانه شوكت عباس، وهو من أبناء المحافظة وعلوي. وبشكل عام كانت علاقته سيئة مع الكتلة الوطنية، أكبر أحزاب البلاد وأقواها، وقد اصطفت بوجه حكمه ورفضت المشاركة في الاستقبالات الرسميّة التي كانت تتم برئاسته، مبررة موقفها بعودة الحكم الفرنسي «المباشر» وتعطيل الدستور.
عام 1940 سقطت باريس بيد ألمانيا النازية وتشكلت حكومة فيشي، فدخلت سوريا في إطار حكمها، والتزمت الحكومة بموقف رجال البعثة الفرنسية في دمشق بموالاة حكومة فيشي، ورغم الضغوط الإنكليزية بإعلان الانشقاق عنها إلا أنها لم ترضخ، رغم أن الخطيب كان من كارهي النازية. في أكتوبر 1940 دار الحديث حول محاولة الانقلاب من قبل موالين لقوات فرنسا الحرة في الجيش الفرنسي، غير أنها فشلت. بكل الأحوال، فإن شرائح واسعة من الرأي العام كانت تميل للنازيين، وقد شاع الرأي الخاص بأنّ «ألمانيا ستساعدنا في إقامة حكومة وطنية حرّة في دمشق»، بيد أن أحدًا لم يحصل على الدعم أو المساعدة من النظام النازي، ولعلّ ذلك كما يرجح البعض من الباحثين، يعود لكون هتلر قد أخذ مطامع حليفته إيطاليا في شرق المتوسط بعين الاعتبار، ما لعب دورًا بارزًا في ذلك؛ وبكل الأحوال فقد فشلت الحكومة تمامًا بمنع التغلغل المخابراتي، للألمان والإيطاليين في سوريا خلال الحرب.

### اغتيال الشهبندر
كان عبد الرحمن الشهبندر معارضًا صلبًا لفرنسا والخطيب، وفي الوقت ذاته للكتلة الوطنية. وقد خلق اغتياله في 7 يوليو 1940 في عيادته برصاصة في الرأس، أزمة سياسية في البلاد مع اتهام أركان الكتلة الوطنية بالجريمة، ومنهم الرئيس المقبل للبلاد شكري القوتلي. فهرب معظم قادة الكتلة في ليل الحادث إلى العراق. بكل الأحوال، فقد تمكنت قوات الشرطة السورية في اليوم التالي للجريمة، من اعتقال الفاعلين الأربعة برئاسة أحمد عصاصة في بساتين الغوطة، وأقامت بقرار من المفوض السامي محكمة خاصة للنظر في الموضوع ما سبب حنق الوطنيين: «إنّ القضاء السوري لا يشكّ في نزاهته، وعدله لتنقل الدعوى للقضاء الفرنسي»، بكل الأحوال، فقد أعدم شنقًا قتلة الشهبندر الأربعة.

### السياسة الاقتصادية
منعت حكومة الخطيب تصدير بضائع معينة، ونظمت بشروط صارمة حركة الوقود، واشترت وخزنت كميات كبيرة من الحبوب، خلال مرحلة الاستعداد للحرب العالمية الثانية؛ وقد شغلت قضية تخفيض قيمة الفرنك الفرنسي المربوط بالليرة لاسورية وسط كل التجار ورجال الأعمال، في حين برزت في العاصمة والمدن الكبرى الكثافة السكانية الإضافية الناجمة عن لاجئي لواء إسكندرون من عرب وأرمن. مع سقوط فرنسا أمام الألمان، وقيام فرنسا فيشي، توترت العلاقات بين سوريا ومحيطها المنتدب عليه من قبل بريطانيا، ما شكل بداية أزمة اقتصادية، وأغلقت الحدود مع فلسطين، وتوقفت أنابيب ضخ النفط من كركوك إلى البحر منذ يوليو 1940، وكذلك سكك الحديد، والمبادلات التجارية؛ وساد «البؤس الاقتصادي» مع تضخم الأسعار حتى بلغ معدل ارتفاع الأسعار ثمانية أضعاف ما كانت عليه قبل عام، وارتفعت نسبة الإيجارات بنسبة 100%؛ وأخذت مواد أساسية كالخبز والكاز والسكر، بالاختفاء من الأسواق، في حين واصل الفرنك الفرنسي، انخفاضه بشكل غير متوقف، وهو ما أدى إلى «انتفاضة الجوع» التي أسقطت حكومة الخطيب.

### مظاهرات 1941
نتيجة الغلاء والتضخم الناجم عن الحصار وسياسات الحكومة الاقصتادية، اندلعت منذ مطلع يناير 1941 مسيرات حاشدة في دمشق وحلب، ضد الانتداب والحكومة والغلاء، وحاول الفرنسيون قمعها من خلال عمليات الترويع والاعتقال، وسقط في دمشق عدد من الجرحى، في حين قتل ثلاثة في حمص وتسعة في حلب في اليوم الأول من المظاهرات. فتحولت من آخر فبراير إلى أعمال شغب هاجم فيها المحتجون الأفران، والمحلات، ثم الإضراب العام منذ 1 مارس. وبرز خلال هذه الاحتجاجات اسم الرئيس المقبل شكري القوتلي، كقائد للحركة الاحتجاجية، التي ما فتأت تتوسع حتى بلغت بيروت، وطرابلس، وصيدا، في لبنان. طالب القوتلي، إقالة وزارة الخطيب، وتصديق معاهدة ا 1936، وإصار عفو عام، وإلغاء رقابة الصحف، وحياد سوريا في الحرب. بعد اللقاء بين القوتلي والمفوض الفرنسي بعدة أيام، طلب المفوض الفرنسي من الخطيب الاستقالة، فاستقال في 15 مارس 1941؛ وبعد شهر من المفاوضات كلف خالد العظم، مهام رئاسة حكومة مؤقتة دون التشاور مع الكتلة الوطنية التي أعيد خلالها الخطيب لمنصب المفتش العام لوزارة الداخلية. وفي أبريل 1941، مع تكليف العظم، بدأت خطوات رفع الحصار الاقتصادي، بعد اتفاق بين حكومة فيشي وبريطانيا، ما خفف من وطأة الأزمة الاقتصادية، غير أن آثارها لاسيّما قيمة الليرة السورية لم تختف، ولم تعد الليرة لما كانت عليه في السابق أبدًا، فيما يعتبر أول هزّة تصيب الليرة السورية منذ نشأتها.

## إنهاء حكمه
بعد اغتيال الشهبندر، والإضراب العام، ورمي الحكومة بعدم الفاعلية والتقصير، رغم الكفاءة الإدارية التي تمتعت بها حسب رأي المؤرخ يوسف الحكيم، قرر المندوب السامي الجديد الجنرال بيو، تعديلها أو تغييرها، وفاتح هاشم الأتاسي الرئيس السابق بالأمر إلا أنه تملّص. ثم أعاد تكليف أحمد نامي وهو رئيس سابق للدولة السورية، لكن نامي فشل لعدم تعاون القوى السياسية معه خصوصًا أنه عاش أغلب حياته في بيروت لا في سوريا. في 2 أبريل 1941، رشح المندوب الفرنسي خالد العظم، وهو أحد أثرياء العاصمة، ورئيس الغرفة التجارية والصناعية فيها، وإذ قبل المهمة نشرت تشكيلة حكومته في 3 أبريل، وأنهي بذلك حكم الخطيب في 3 أبريل 1941. غير أنه شغل منصب وزير الداخلية، بعد انتهاء حكمه لمرتين، الأولى كانت في حكومة حسن الحكيم بعد تسلّم تاج الدين الحسني رئاسة الجمهورية. ثم محافظًا لدمشق عام 1943؛ وفي أعقاب استلام حزب البعث العربي الاشتراكي للسلطة، غادر الخطيب سوريا نحو لبنان كأغلب المسؤولين السوريين وأقام فيها إلى أن وافته المنية عام 1981.

## مواقع خارجية
- قصة الجلاء من الألف إلى الياء، صحيفة الثورة.

| سبقه هاشم الأتاسي | رئيس الدولة السورية 8 يوليو 1939 - 5 أبريل 1941 | تبعه خالد العظم |